# Тюркские шахи
Тюркские шахи или кабульские шахи были династией западнотюркского или смешанного тюрко-эфталитского происхождения, правившей от Кабула и Каписы до Гандхары с 665 года по 822 годы. Возможно, они принадлежали к этнической группе халадж.

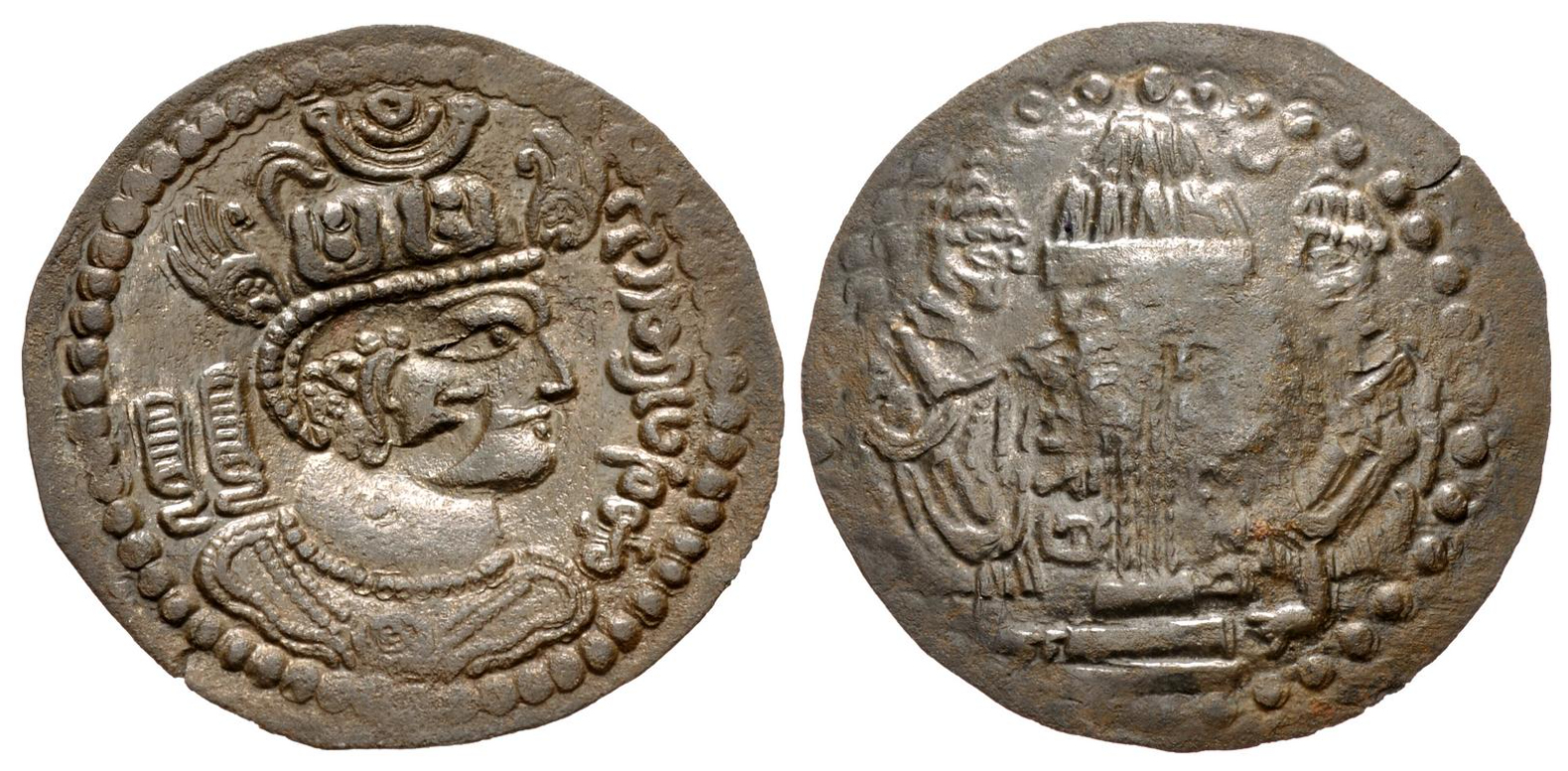
Монета западных тюрков. Шахи тегин. После 679 года, Тохаристан

С 560-х годов западные тюрки постепенно расширили свои владения на юго-восток и заняли территорию Тохаристана, включая Гиндукуш, где основали независимое государство. Тюркские шахи, возможно, были политически связаны с соседним владением западного тюркского ябгу Тохаристана. В районе Гиндукуша они заменили гуннов-Низаков — последнюю династию бактрийских правителей, происходящую от хунов которых иногда также называют гуннами.
Барха тегин (665—680 гг. н. э.) был первым правителем из династии тюркских шахов.
Кабулистан был центром владений тюркских шахов, в которые иногда входили Забулистан и Гандхара.
С середины VII века тюркские шахи выпускали монеты подражая своим предшественникам. Тюркские шахи более 250 лет сопротивлялись расширению Аббасидского халифата на восток, пока не пали под натиском Саффаридов в IX веке.